# Penomon Jaya
Penomon Jaya is een bestuurslaag in het regentschap Gayo Lues van de provincie Atjeh, Indonesië. Penomon Jaya telt 343 inwoners (volkstelling 2010).